# Пуциці
Пуциці (пол. Pucice, нім. Oberhof) — село в Польщі, у гміні Ґоленюв Голеньовського повіту Західнопоморського воєводства.
Населення — 556 осіб (2011).
У 1975—1998 роках село належало до Щецинського воєводства.

## Демографія
Демографічна структура станом на 31 березня 2011 року:
|          | Загалом | Допрацездатний вік | Працездатний вік | Постпрацездатний вік |
| -------- | ------- | ------------------ | ---------------- | -------------------- |
| Чоловіки | 286     | 72                 | 197              | 17                   |
| Жінки    | 270     | 64                 | 162              | 44                   |
| Разом    | 556     | 136                | 359              | 61                   |